# Bertrand Lavier
 (novembre 2008).
Si vous disposez d'ouvrages ou d'articles de référence ou si vous connaissez des sites web de qualité traitant du thème abordé ici, merci de compléter l'article en donnant les références utiles à sa vérifiabilité et en les liant à la section « Notes et références ».
Bertrand Lavier est un artiste plasticien contemporain français, né à Châtillon-sur-Seine (Côte-d'Or) le 14 juin 1949. Il vit et travaille à Paris et à Aignay-le-Duc (Côte-d'Or).

## Analyse de l'œuvre
Depuis le début des années 1970, Bertrand Lavier interroge les rapports de l'art et du quotidien ainsi que la nature de l'œuvre d'art en plaçant dans un environnement socialement identifié comme lieu d'exposition d'œuvres d'art, des objets empruntés à la vie courante, modifiés ou hybridés de façon que leur statut même s'en trouve mis en question. Pendant ces années-là, il réalise des travaux photographiques puis repeint des objets dans le cadre d'une réflexion sur la peinture : il recouvre un piano, une fenêtre, un réfrigérateur ou encore un miroir d'une épaisse couche de peinture tout en reprenant les couleurs d'origine des objets peints[source secondaire souhaitée].
Ses premières œuvres exploitent l'ambiguïté résultant d'objets quotidiens (voitures, armoires en tôle, réfrigérateurs…) simplement recouverts d'une épaisse couche de peinture posée en larges aplats: ces objets sont à la fois l'objet lui-même (ils demeurent théoriquement utilisables) et l'image de l'objet, en raison de la peinture qui les recouvre. Dans le même esprit, Lavier recouvre de peinture à l'identique la moitié d'un tableau original d'André Lhote (Nature morte and  Still Life 1936-1977), sans se soucier de la violation du droit moral que son acte de vandalisme provoque, ni des conséquences judiciaires qui peuvent en découler, invitant à s'interroger sur le statut de l'œuvre.
L'artiste évolue ensuite vers des superpositions (réfrigérateur posé sur un coffre-fort, enclume posée sur un meuble à tiroirs) et des combinaisons d'objets dont la valeur d'ensemble dépasse la somme des valeurs de chaque composant pris isolément[source secondaire souhaitée]. La démarche de Lavier trouve ainsi des antécédents dans celles de Marcel Duchamp et des nouveaux réalistes (l'artiste indique d'ailleurs admirer passionnément l'œuvre de Raymond Hains).
Lavier se livre à une exploration des catégories artistiques et des codes de présentation et de représentation de l'art qui met en évidence la fonction du langage, le rôle du socle dans la définition de la sculpture. Il s'intéresse aux réalités ambivalentes comme lorsque, dans ses Walt Disney Productions, il met en évidence les tableaux modernes, qui passent habituellement inaperçus dans les décors où évolue le personnage de Mickey.
Si tout objet peut ainsi cumuler plusieurs identités, « le fait de rapprocher des images est aussi important que d'en créer » : le travail artistique peut ainsi consister à rapprocher des images ou des objets que la réalité quotidienne sépare.
Considérant que le ready-made est devenu une catégorie à part entière de l'art au même titre que la peinture ou la sculpture, Bertrand Lavier peut décider d'exposer une automobile accidentée (Giulietta, 1993), une montgolfière dégonflée (Dolly, 1993) ou un fragment de pylone électrique, prenant le contre-pied du principe d'indifférence qui faisait à l'origine la condition même de la possibilité du ready made.

## Principales œuvres

### 1979
- Poilu sauvage, sculpture, deux éléments parallélépipédiques en bronze recouverts de peinture acrylique, 55 × 45 × 45 cm chacun, collection FRAC Nord-Pas-de-Calais

### 1981
- Mademoiselle Gauducheau, sculpture, placards métalliques peints à l'acrylique, 92 cm x 195 cm x 50 cm - Paris, Musée national d'Art Moderne

### 1993
- Peugeot 103, sculpture, 71 cm x 105 cm x 138 cm[2]
- Dolly, sculpture, montgolfière dégonflée, collection FRAC Nord-Pas-de-Calais[3],[4]
- Giulietta, sculpture, automobile accidentée de marque Alfa Romeo, 166 cm x 420 cm x 142 cm, Strasbourg, Musée d'Art Moderne et Contemporain[5],[6]

### 1995
- Ouverture du Château de Bionnay, curator Morgane Rousseau

### 1997
- Walt Disney production 1947-1997 - collection FRAC Franche-Comté, temporairement exposé du 10 juin au 30 septembre 2013 à la Gare de Besançon Franche-Comté TGV[7]

### 2002
- Cléantis, peinture, dimensions 185 cm x 150 cm[8]

### 2003
- Objet-Dard, hommage à Frédéric Dard, sculpture, granit vert et peinture rose, 552 cm x 210 cm x 60 cm, Bourgoin-Jallieu[9]
- Composition bleue, jaune et blanche, céramique, 400 cm x 300 cm[10]

### 2004
- Vibe I, tableau d'ameublement, 130 cm x 390 cm
- Four Darks In Red, film 35 mm transféré sur DVD[11]
- Ifafa IV, tubes de néon, 195 cm x 331,5 cm[12]
- Ouray II, tubes de néon, 238 cm x 238 cm
- Benjamin Moore II, tubes de néon, 45 cm x 45 cm

### 2005
- La Boca sur Zanker, sculpture, 174 cm x 215 cm x 81,5 cm, Paris, Fondation Louis Vuitton[13]

### 2013
- Dino, Ferrari 308 GT4 Dino, sculpture, 130 cm x 420 cm x 180 cm, Rennes, Collection Pinault[14]

### 2021
- Quelque chose de..., sculpture en hommage à Johnny Hallyday, une Harley-Davidson Softail Custom bleue, ayant appartenu à Johnny Hallyday, fixée à un mât représentant un manche de guitare, Paris, sur l'Esplanade Johnny-Hallyday[15],[16],[17]

## Principales expositions
- Centre Pompidou, 1991, 2012
- Biennale de Valence, 2003
- Biennale de Lyon, 2003
- Documenta, 1982, 1987
- Le Consortium, exposition collective, Abstraits,1986[18]
- Le Consortium, 1986[19]
- Biennale de Sydney, 1982, 1986
- Biennale de São Paulo, 1985
- Biennale de Paris 1971, 1985
- Le Consortium, exposition collective «Best of»[20], Le Consortium,1983
- Biennale de Venise, 1976

### Exposiitions personnelles
- Allegoria, Galerie Kamel Mennour, Paris, 2023-24[21]